# 1er bataillon parachutiste de choc
Le bataillon de choc est une unité d'élite de l'Armée française formée en mai 1943 à Staoueli en Algérie. Entraîné au parachutisme et aux méthodes commandos, son but est d'apporter un soutien aux organisations de la résistance française en vue de renforcer leur action. Tous les chasseurs sont volontaires et réunis autour d'une même doctrine rappelant leurs origines diverses. Elle est « puissance de la légion, légèreté du chasseur, chic du cavalier ».
L'unité est tour à tour engagée en France et en Allemagne pendant le second conflit mondial puis en Indochine et en Algérie avant d'être dissoute à la fin de l'année 1963.

## Création et différentes dénominations
- 25 mai 1943, création du bataillon d'assaut puis bataillon de choc à Staoueli.
- 5 janvier 1945, avec le 3e bataillon de choc (ex. commandos de France), le 1er bataillon de choc forme le 1er groupement de bataillons de choc.
- 1er octobre 1945, avec le 2e bataillon de choc (ex. bataillon Janson-de-Sailly) il forme le 1er bataillon du 1er régiment d'infanterie de choc aéroporté (I/1er RICAP). Ce régiment prend le 1er août 1946 l'appellation de 1er régiment de choc.
- 6 janvier 1947, le 1er bataillon du 1er régiment de choc devient le 1er bataillon parachutiste de choc avant d'être intégré à la demi-brigade de marche parachutiste en partance pour l'Indochine.
- 1er avril 1951, le bataillon est dissous pour former le 1er bataillon du 14e régiment d'infanterie parachutiste de choc (I/14e RIPC) avec des unités stationnées à Toulouse.
- Octobre 1953, devient le 1er bataillon de la 14e brigade de tirailleurs algériens parachutistes.
- 1954, devient le 19e bataillon de tirailleurs algériens.
- 1er octobre 1955, le 19e BTA est dissous. Son fanion est confié au 12e bataillon parachutiste de choc.
- 1er mai 1957, le 1er BPC est recréé au sein de la 11e demi-brigade parachutiste de choc par changement de nom du 12e bataillon parachutiste de choc.
- 31 décembre 1963, le 1er BPC est dissous. Son fanion rejoint le drapeau du 1er régiment de choc au Centre national d'entraînement commando à Mont-Louis.

## Historique des garnisons, campagnes et batailles

### Seconde guerre mondiale

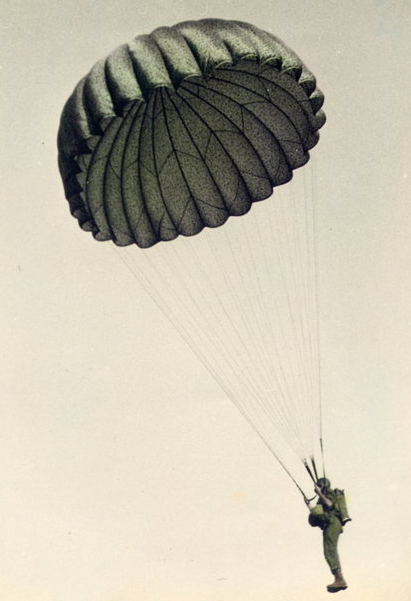
En Algérie le 30 août 1944, 3e saut du sergent Simorre de la 4e compagnie.

En 1943, le chef de bataillon Gambiez persuade l'état-major de la nécessité de créer une unité spéciale « susceptibles d'apporter le moment venu une aide puissante aux éléments implantés clandestinement dans la zone des opérations de débarquement ». Il rejoint les vues de la direction des services spéciaux qui décide la création à Staoueli, à compter du 23 mai, du bataillon d'assaut qui prendra par la suite le nom de bataillon de choc.

Ancien chef de section de cette célèbre unité, l'écrivain Raymond Muelle en a raconté l'aventure durant le second conflit mondial dans son livre Le 1er bataillon de choc paru en 1977 aux éditions Presses de la cité. Il résume ainsi la destination et l'utilisation de l'unité dans le premier paragraphe de son introduction : 

« Né des services spéciaux, destiné aux services spéciaux, le « bataillon de choc » n'a que rarement été utilisé selon sa vocation. »

Dans l'esprit de Gambiez, les « choc » devaient en effet être parachutés ou infiltrés dans le dispositif ennemi, capables de durer en climat d'insécurité, de détruire, paralyser et harceler l'adversaire.
Ils devaient être l'équivalent pour la France du SAS britannique, des commandos allemands de Skorzeny, des unités de Chindits en Birmanie, et il reçoit à cet effet une instruction de commando parachutiste. Mais hormis quelques actions spéciales en Italie et en territoire occupé accomplies par des isolés ou par une section, il fut essentiellement utilisé comme élément précurseur des grandes opérations de la 1re armée et participa à des combats frontaux classiques. Selon Raymond Muelle, il était suspecté de « giraudisme » aux yeux du BCRA de Londres, ce qui lui aurait en partie valu de ne pas être parfaitement utilisé en territoire occupé selon sa vocation et ses capacités.

Quoi qu'il en soit, ce fut une glorieuse unité à qui le général de Lattre de Tassigny décerna en 1946 une citation éloquente : 

« Arme nouvelle, forgée pour des exploits nouveaux, le bataillon donna au premier appel sa mesure de perfection. »

Le baptême du feu de l'unité a lieu à la fin de l'été 1943 lors de l'opération Vésuve de la libération de la Corse. Celle-ci débute le 13 septembre par le débarquement dans le port d'Ajaccio, à partir du sous-marin Casabianca, d'un élément précurseur de 109 chasseurs de la 3e compagnie du capitaine Manjot qui reçoit la reddition de la garnison. Le reste du bataillon est acheminé dès le lendemain, par les contre-torpilleurs Le Fantasque et Le Terrible.

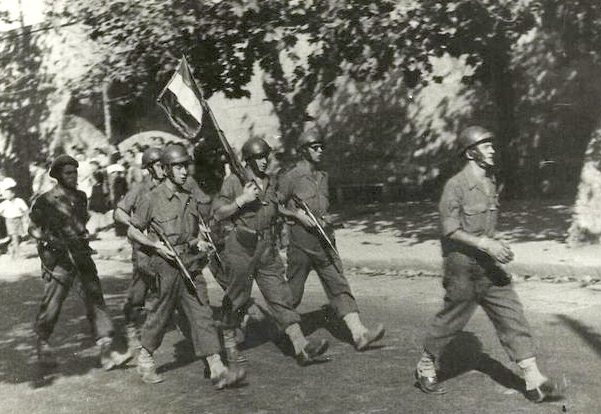
Septembre 1943, le « choc » défile à Ajaccio.

Après quelques jours dans la région d'Ajaccio, les hommes de Gambiez interviennent dans l'ensemble de l’île jusqu'au 4 octobre, date à laquelle ils atteignent Bastia.
Le bataillon s'installe dès lors dans la citadelle de Calvi et, le 15 octobre, s'étoffe d'une 4e compagnie formée à partir de volontaires corses dont l'emblème portera la tête de Maure.
Après quelques interventions de type commando en Italie, le bataillon est engagé dans sa totalité du 17 au 29 juin 1944 lors de l'opération Brassard relative à la conquête de l'île d'Elbe. Trois heures avant l'assaut général mené par la 9e DIC, le 2e groupe de tabors marocains et les commandos d'Afrique, des détachements sont débarqués afin de neutraliser les batteries côtières allemandes disséminées à la périphérie de l'île. Le gros du bataillon doit intervenir au sud tandis que 80 hommes seront chargés de la partie nord et notamment des batteries d'Enfola,.
La section du sous-lieutenant Corley, désignée pour intervenir dans le Vercors est finalement parachutée dans la Drôme, en 2 sticks les 31 juillet et 1er aout 1944, près de Dieulefit. Les trente hommes subissent des pertes lors du saut et l'aspirant Muelle prend la tête de la section.
Après quelques combats et accrochages entre Montélimar et Grenoble, la section qui est affectée à une compagnie FFI (16e compagnie du 1er bataillon de l'Armée secrète Drôme-Sud) reçoit l'ordre d'attaquer Le Pont-de-Claix qui ouvre la porte de Grenoble. Le 21 août, les chasseurs de Muelle livrent des combats acharnés, investissent le village mais doivent battre en retraite faute de soutien et à la suite de l'arrivée d'une colonne de renfort allemande. Finalement, la section du choc traverse Pont-de-Claix et entre dans Grenoble en élément précurseur le lendemain, le 22 août 1944. La section ne rejoint le bataillon que pour la prise de Dijon le 9 septembre.
Entre-temps, Gambiez a quitté l'unité pour former les commandos de France et le gros du bataillon a débarqué le 20 août dans le golfe de Saint-Tropez à Sainte-Maxime. Avec à leur tête le capitaine Hériard-Dubreuil, le bataillon de choc est engagé du 21 au 24 août dans les combats pour Toulon au côté du 3e RTA du colonel Linares. L'unité est notamment engagée au hameau de Dardennes, à la poudrière (4e cie) et en centre ville (1re et 2e cie). Le mont Faron est quant à lui investi sans combat par la 3e compagnie.
Après les combats de Toulon, le bataillon remonte vers le nord par la vallée du Rhône, dépasse Lyon et se retrouve à Dijon qu'il libère le 11 septembre associé au 2e RSAR et à un peloton de Tank Destroyer.

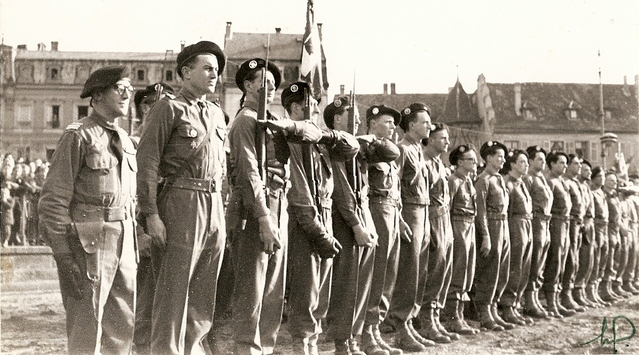
Colmar, le 8 février 1945, (de gauche à droite) le lieutenant-colonel Gambiez suivi du capitaine Lefort et (en 6e position) le capitaine Toussaint.

À la fin du mois de septembre l'unité se rapproche de Belfort et, après l'engagement séparé des compagnies à Ronchamp et Fresse, combat à Miellin puis Château-Lambert.
Le 3 octobre, l'unité est renforcée par l'un des commandos lourds en provenance des commandos de France. Le 25, le capitaine Lefort en prend le commandement.
Début novembre, le bataillon est au côté de son frère d'armes les commandos de France dans les combats meurtriers du Haut du Tôt au sud de Gérardmer puis rejoint la région de Belfort afin de participer à la libération de la ville. Le 20, les compagnies sont d'abord engagées à Cravanche, puis au Coudray et à Essert et entrent dans Belfort qui sera définitivement libérée le 25.
Entre le 23 novembre et le 3 décembre, les chocs engagent une succession de combats en Haute-Alsace entre Belfort et Mulhouse : Lamadeleine, Étueffont, Rougemont-le-Château, Masevaux, Bourbach-le-Haut, col du Hundsruck, Willer-sur-Thur, Bitschwiller. Alors qu'il forme depuis le 5 janvier 1945 le 1er groupement de choc avec les commandos de France devenus à cette occasion le 3e bataillon de choc, le bataillon est à nouveau impliqué dans des combats éprouvants en Alsace dans le cadre de la réduction de la poche de Colmar. Il s'agit des combats pour Jebsheim et Durrenentzen et des opérations de nettoyage ou d'occupation autour de Colmar. À l'issue de ces derniers combats l'unité est très éprouvée et certaines sections ont perdu la moitié de leur effectif.

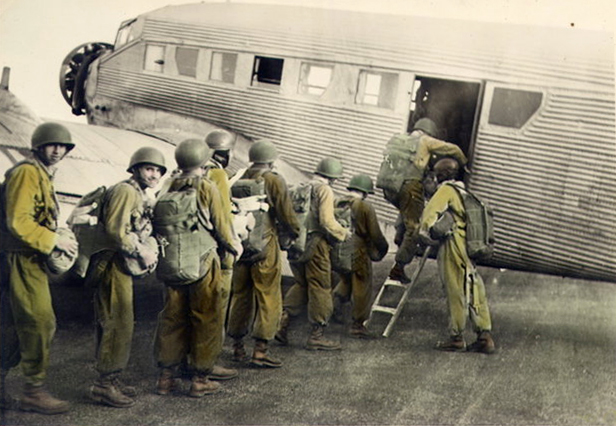
Pau, début 1946 : embarquement pour un entraînement du bataillon de choc à bord d'un Junkers Ju 52.

Après une période de repos à Soultzmatt, le bataillon traverse le Rhin à Gemersheim le 2 avril 1945 avant de poursuivre son épopée à travers l'Allemagne, puis l'Autriche. La plupart du temps accompagnée par les chars, l'unité progresse rapidement et livre de nombreux combats notamment à Karlsruhe, Pforzheim, Dobel et Reutlingen. Le Danube est atteint le 26 avril à la hauteur de Sigmaringen, puis le lac de Constance et enfin le dernier combat le 5 mai à Hintergasse.
Lors du second conflit mondial le « 1er choc » a été particulièrement éprouvé. Entre septembre 1943 et mai 1945, les pertes enregistrées sont de 205 tués, 535 blessés et 42 disparus pour un effectif de 700 hommes à peine.
À l'issue de la capitulation de l'Allemagne, le bataillon prend ses cantonnements dans la région de Ravensbourg qu'il quittera fin 1945 pour rejoindre le camp de La Pallu près de Bordeaux et former, avec les commandos d'Afrique, le 1er bataillon du 1er RICAP.
Note : créées en juin 1943 en Algérie, les formations dites de choc, aptes à mener des actions de guérilla ou de commandos et chargées d’apporter leur aide aux organisations de résistance en France, sont regroupées début 1945 en trois groupements de bataillons de choc ou groupements de choc comportant deux bataillons chacun :
- 1er groupement de bataillons de choc commandé par le lieutenant-colonel Gambiez
  - le 1er bataillon de choc composé du bataillon de choc (qui prend le numéro 1)
  - le 3e bataillon de choc composé des commandos de France
- 2e groupement de bataillons de choc commandé par le commandant Quinche
  - le 2e bataillon de choc composé du bataillon Janson de Sailly (ou bataillon de Gayardon)
  - le 4e bataillon de choc composé du commando de Cluny
- 3e groupement de bataillons de choc commandé par le lieutenant-colonel Bouvet
  - le 5e bataillon de choc composé des commandos d'Afrique
  - le 6e bataillon de choc composé des commandos de Provence

### Indochine 1947-1948

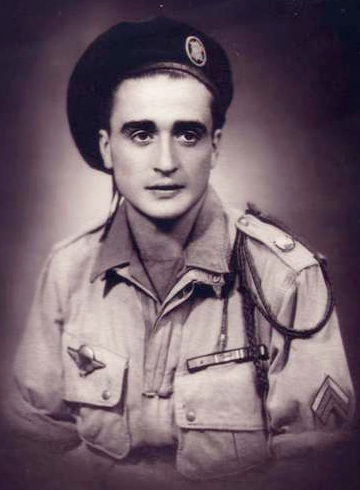
Février 1948 à Saïgon, le caporal-chef Louis Simorre.

Les premiers éléments du choc arrivent en Indochine au sein des deux bataillons parachutistes SAS dont la première appellation est en réalité bataillon de choc SAS d'Extrême-Orient. Les deux unités, qui sont mises sur pied à Mont-de-Marsan respectivement en février et mars 1946, débarquent à Saïgon les 23 et 27 février pour le 1er bataillon (248 hommes) et le 19 juin 1946 pour le 2d (530 hommes).
Intégrées au sein de la demi-brigade SAS du lieutenant-colonel Pâris de Bollardière les unités interviennent au Laos, au Cambodge, en Cochinchine et au Tonkin jusqu'en juin 1948 pour les derniers éléments du 1er BCCP (le 1er bataillon colonial de commandos parachutistes est le nom de l'unité qui regroupe les derniers éléments des deux bataillons SAS). Les parachutistes SAS qui rejoignent la métropole le 22 juillet 1948 auront perdu 250 des leurs en Indochine.
La demi-brigade de marche parachutiste (DBMP), formée à partir des éléments de la 25e DAP, arrive en Indochine au début de 1947. Avec ses trois bataillons (I, III/1er RCP et le 1er bataillon parachutiste de choc), aux ordres du lieutenant-colonel Sauvagnac, elle constitue le premier renfort sérieux depuis le début de la guerre au Tonkin.
Les compagnies sont d'abord utilisées sur la périphérie de la capitale, Hanoï, à des tâches de « pacification et de colonisation » qui leur permettent de s'acclimater. Ainsi que l'écrit le rédacteur du journal de marche du « choc » :
« Pour les anciens, qui ont fait la guerre en Europe, comme pour les jeunes, tout est à apprendre dans cette guerre d'embuscade, de trahison, où la difficulté est de découvrir le véritable ennemi ».

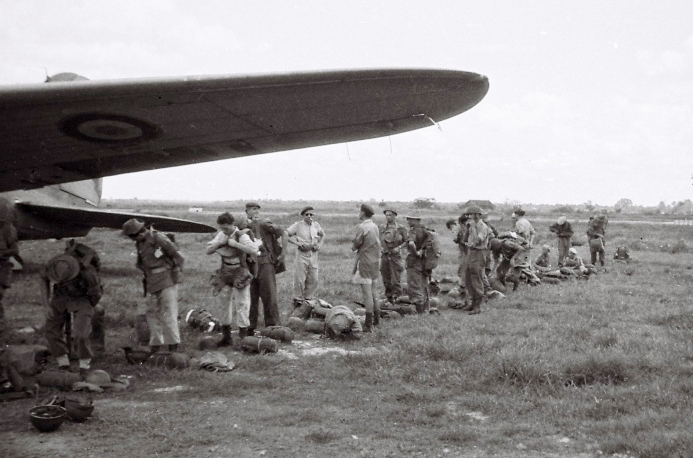
Éléments du bataillon sous l'aile d'un Dakota.

Le 17 janvier 1947, le bataillon, amputé de sa 4e compagnie qui rejoindra l'unité le 4 avril, embarque à Alger pour l'Extrême-Orient et arrive à Saïgon le 13 février puis à Haïphong le 24.
Après des opérations dans la périphérie d'Hanoï, l'unité est ensuite engagée dans de grandes opérations au Tonkin : opération Papillon en avril, opération "Léa" du 7 au 15 octobre, puis "Ceinture" du 19 novembre au 14 décembre.
De janvier à mars 1948 le bataillon est transféré en Cochinchine où il intervient en tant que troupe d'intervention. Le 11 avril il retrouve le Tonkin où il interviendra jusqu'à son rapatriement initialement prévu début juillet, puis début août, et qui aura finalement lieu début septembre.
Le bataillon embarque à Haïphong le 6 septembre 1948 sur l'Abbeville et, après une escale de 10 jours à Saïgon, rejoint Marseille le 19 octobre. Il cantonne alors à Tarbes jusqu'en mars 1949, puis à Montauban au quartier Doumerc.
Durant ces deux ans passés en Extrême-orient, le bataillon aura enregistré un total de 59 tués ou disparus et 138 blessés
Les « choc » seront à nouveau présents au sein du GCMA dont l'une des principales missions est de mettre en place et d'organiser des maquis et des opérations commando en zone vietminh.

### Afrique du nord 1953-1955
Employé en Tunisie puis au Maroc.
En Algérie, comme l'écrit Raymond Muelle : « Le bataillon de choc, rattaché au célèbre « choc » étroitement lié au service "action" du SDECE retrouvera sa vocation première. Né des services spéciaux. Il est revenu au service de spéciaux. »

### Corse 1955-1963
Le bataillon enclenche la première phase de l'Opération Résurrection, étape du coup d'État du 13 mai 1958, consistant à s'emparer du pouvoir militaire et civil dans l'île de Corse.
Les dernières garnisons du 1er BPC de 1957 à 1963 sont Calvi et Corte.

### Chute opérationnelle
L'idée de sauter en équipes de chuteurs opérationnels a été lancée par le 1er BPC. Sautant en chute libre de nuit, ces combattants d'élite doivent se regrouper en l'air malgré leur équipement de combat qui pèse une vingtaine de kilos, atterrir discrètement pour renseigner et détruire avec efficacité. Cette spécialité a été reprise après la guerre d'Algérie par le 13e RDP au sein du 5e escadron et est aujourd'hui un passage obligatoire pour devenir commando dans les GCP.

## Traditions

### Devise
En pointe, toujours !
Cette devise est une reprise de celle du 30e bataillon de chasseurs à pied, dont provenaient plusieurs des premiers volontaires à rejoindre l'unité.

### Insigne
L’insigne du 1er BPC reprend celui du bataillon de choc conçu en juillet 1943 par le chef de bataillon Gambiez : rondache d’or à fond grenu, une carte de France tiercée en bande d’azur foncé, de blanc et de gueules, brochée d’un parachute à coupole et suspentes d’argent, sur brochée d’une épée basse du même posée en barre.
Les traditions du 1er BPC ont été reprises par le centre national d'entraînement commando (CNEC) basé à Mont-Louis.
Insignes de poitrine

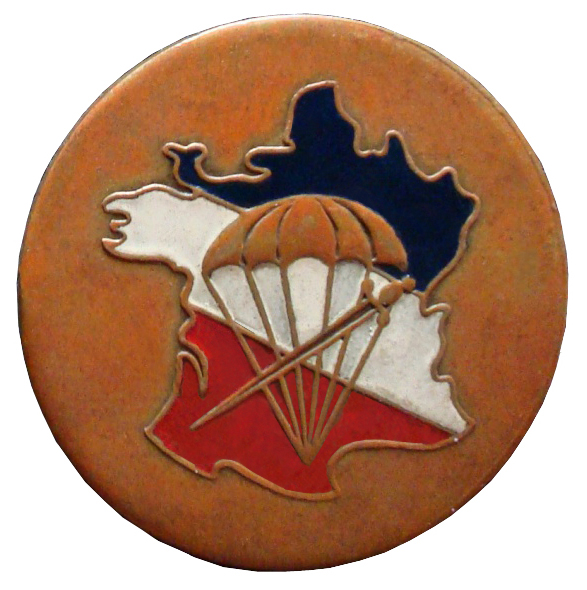
Bataillon de choc - 1er modèle (juin 1943)
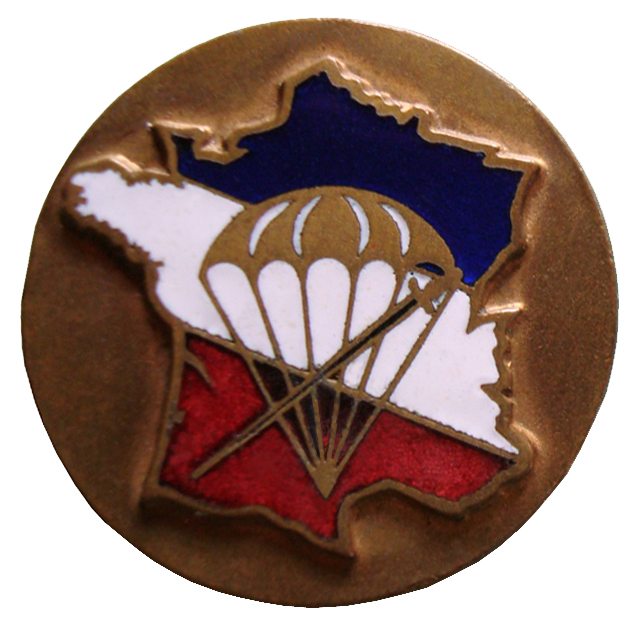
Bataillon de choc - 2e modèle (fin 1943)
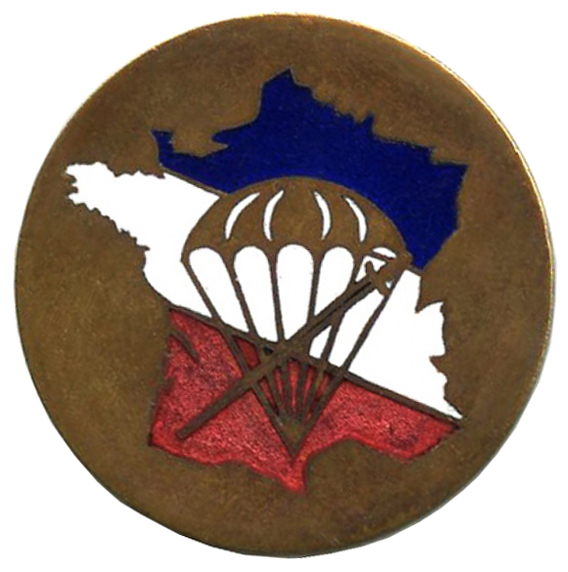
Bataillon de choc - 3e modèle (septembre 1944)
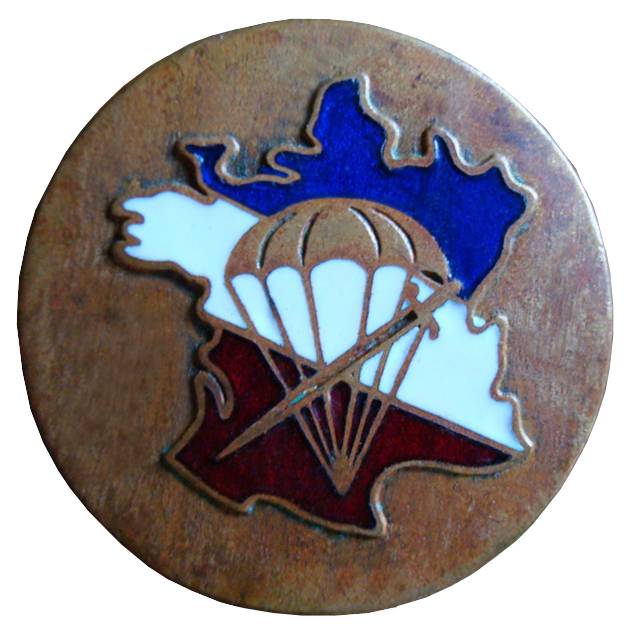
Bataillon de choc - 4e modèle (sept. - octobre 1944)
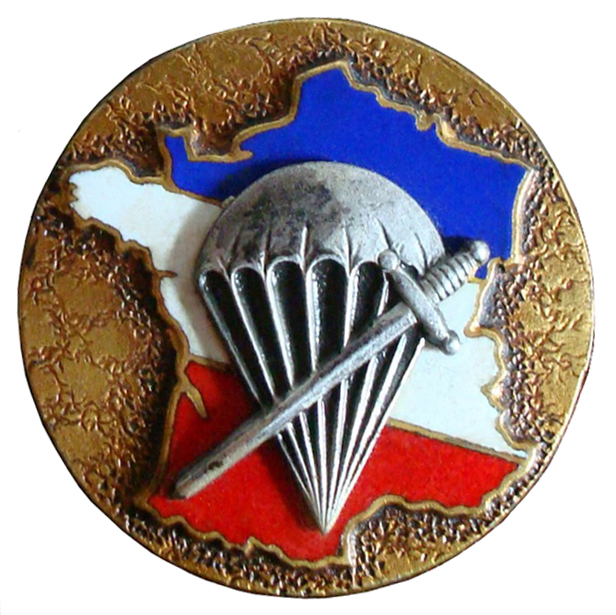
1er BPC - 6e modèle (1946-1953)
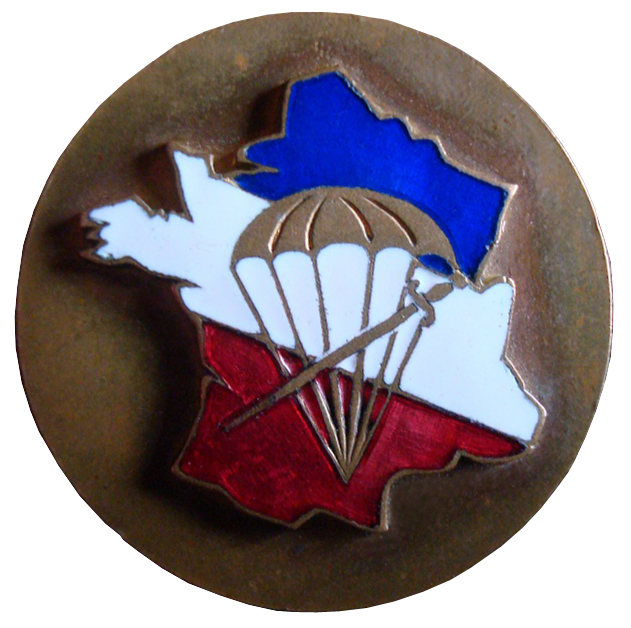
1er BPC - 7e modèle (1949-1950)
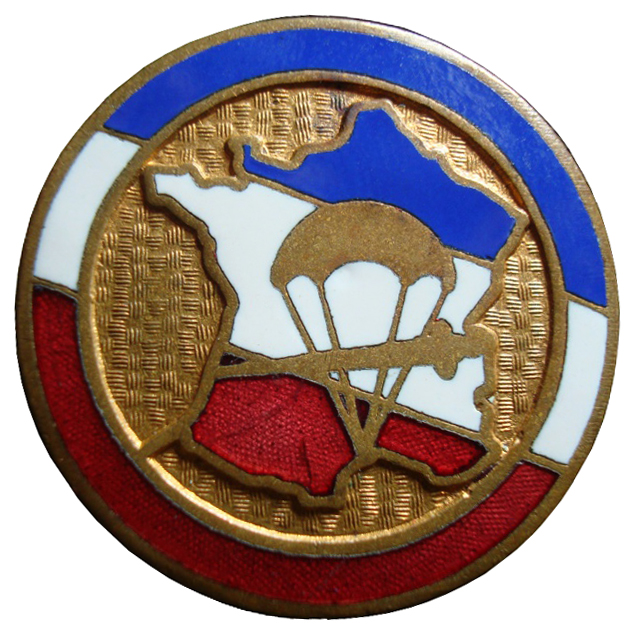
1er BPC - 8e modèle (1957)
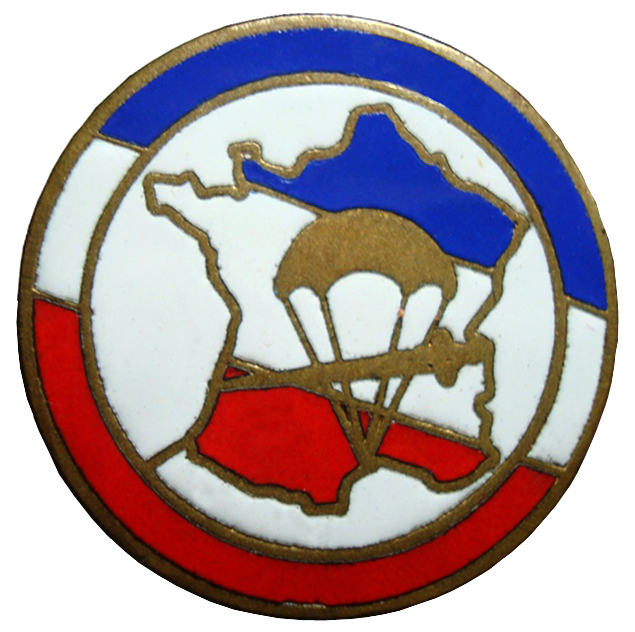
1er BPC - 8e modèle bis (1957)
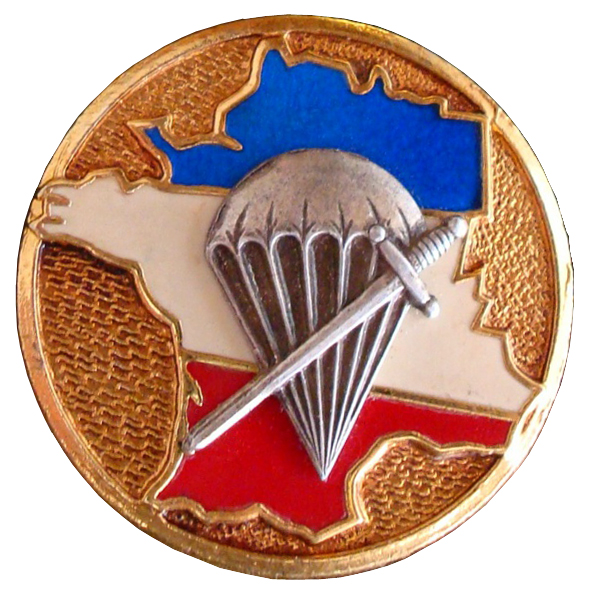
1er BPC - 9e modèle (1958 - 1963)

Insignes de béret

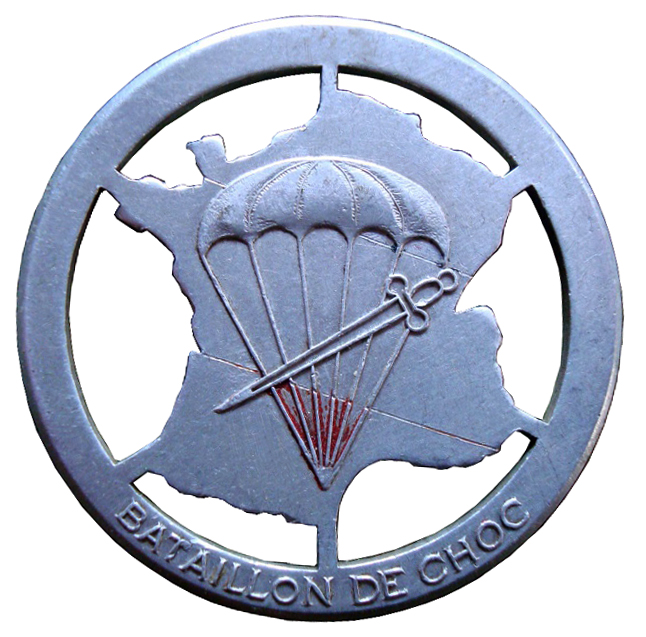
Bataillon de choc - 1er modèle (août - septembre 1944)
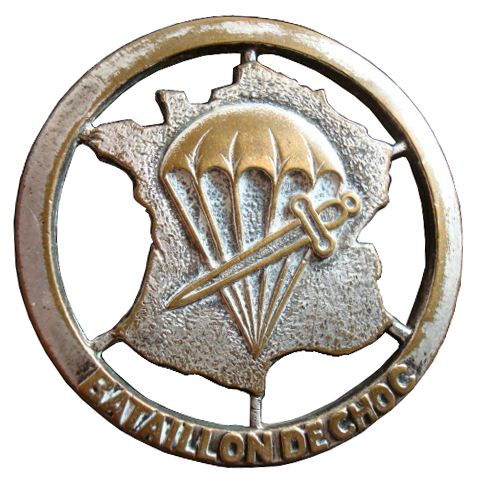
Bataillon de choc - 2e modèle (fin 1945 - début 1946)
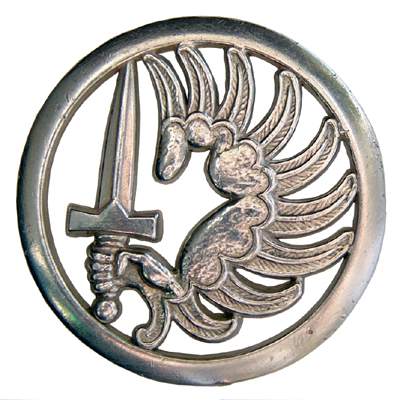
Parachutiste "métropolitain"

Brevets parachutistes
Les chasseurs du bataillon de choc sont instruits au parachutisme par les Américains à Staoueli. À l'issue de la formation ils reçoivent, suivant le cas, un brevet de l'infanterie de l'air, le seul brevet officiel français, ou un brevet américain. Le brevet de parachutisme militaire métallique que nous connaissons actuellement fait son apparition à la fin 1946.

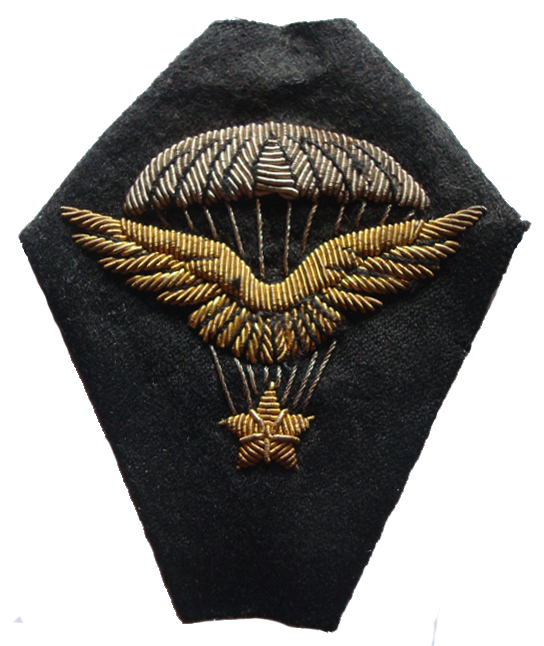
Brevet de l'infanterie de l'air - Modèle 1937
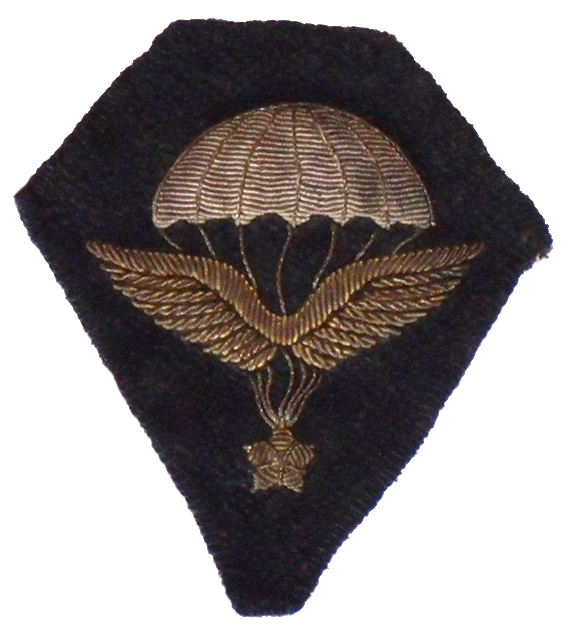
Autre modèle du brevet de l'infanterie de l'air - Modèle 1937
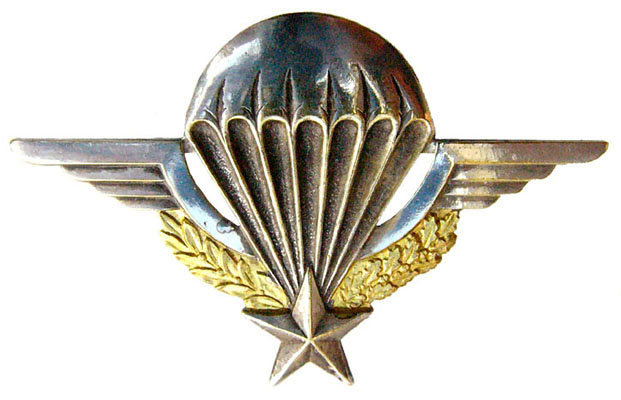
Brevet parachutiste depuis fin 1946
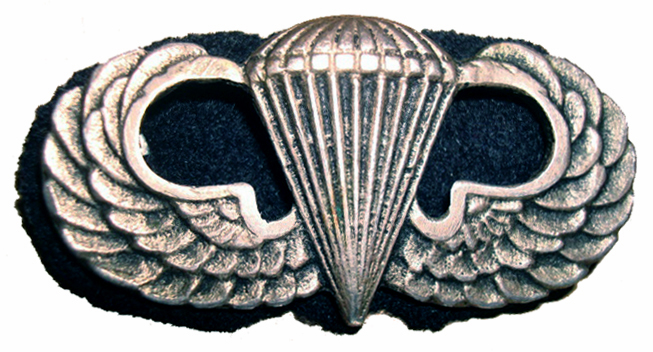
Brevet de parachutiste US porté par les "choc"

### Uniforme

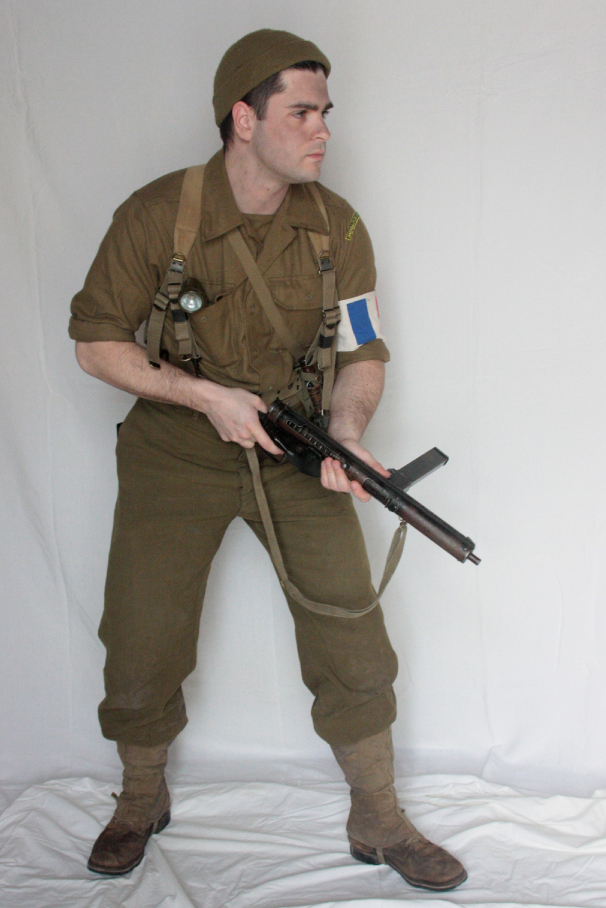
Chasseur du bataillon de choc - été 1944 (reconstitution).

Le bataillon de choc, à sa création, est une formation hors plan, c'est-à-dire qu’il n’est pas compris sur les tableaux d’effectifs et de dotation américaine. Il sera donc équipé et armé avec les stocks anglais destinés à la résistance, avec les surplus américains et par les dépôts français. L’état major mettra cependant tout en œuvre pour satisfaire les besoins du bataillon.
La tenue de base du chasseur reste donc l'équipement américain qui sera remplacé au fur et à mesure de son usure par des équipements de prise ou récupéré grâce à l'ingéniosité des hommes.
À la fin du second conflit mondial, les hommes des TAP sont équipés comme toutes les autres unités d'un blouson et d'un pantalon en drap ou en toile de couleur marron (modèles 1944 et 1945 puis modifié 1946) inspirés des battledress britanniques. En pratique, la version en drap sera principalement utilisée pour les défilés et en tenue de sortie.
Lorsque le choc rejoint l'Indochine au début de l'année 1947, les problèmes d'intendance ne sont toujours pas résolus et l'équipement des hommes dépend toujours des approvisionnements américains. Les chasseurs perçoivent ainsi des treillis et combinaisons US Herringbon twill (HBT) d'abord de couleur unie verte ou beige puis bariolée type jungle. Leurs chaussures sont des brodequins américains de type Rangers avec jambière attenante serrée par deux boucles et le casque en dotation est le casque US M1.
L'armement individuel des fantassins se compose principalement du pistolets mitrailleurs MAS 38, parfois de mitraillettes Thompson, du poignard US et de grenades de diverses provenances,.
Banane d'épaule
En mai 1943, le fond du badge d'épaule était vert bouteille et les lettres couleur jonquille.

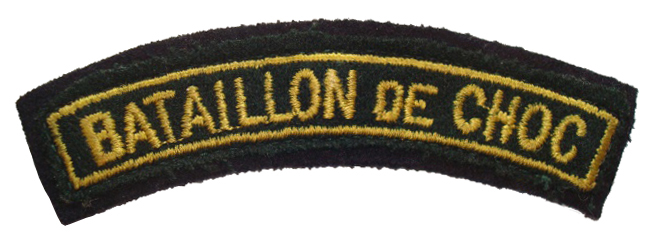
Badge d'épaule 1943-1945
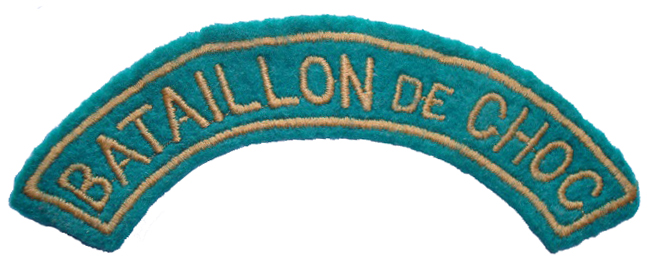
Badge d'épaule 1947-1948
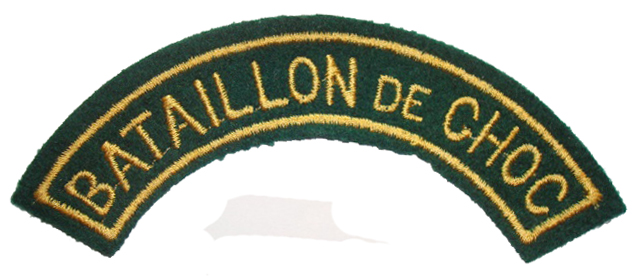
Badge d'épaule 1950-1953
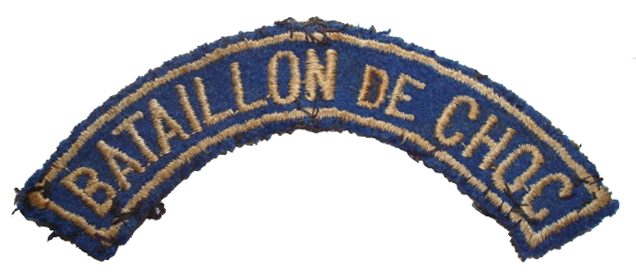
Badge d'épaule 1955-1958
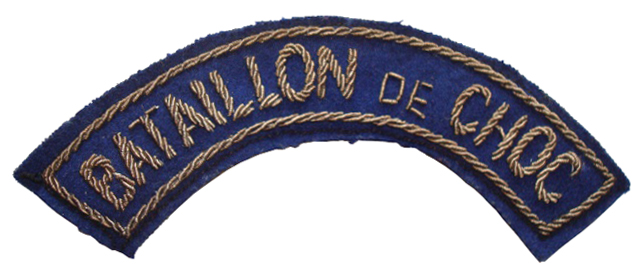
Badge d'épaule 1957-1958
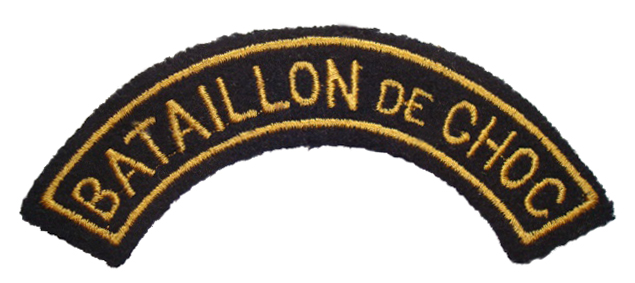
Badge d'épaule 1960-1963

Losange de bras
De 1943 à 1945, les chasseurs du bataillon choc ne portent aucun losange de bras. Il faut attendre l'Indochine et l'année 1947 pour voir apparaître des fabrications locales sur fond bleu (Cf. modèle no 1 avec grade de caporal-chef). Lors du changement d'appellation du 12e BPC en mai 1947, et en attendant les livraisons du nouveau modèle (modèle no 2 de type 19445, bleu roi), les insignes du 12 sont transformés par suppression du chiffre 2. Enfin, en 1958 et jusqu'à la dissolution de l'unité en 1963, les chasseurs du 1er BPC porteront le 3e modèle à fond noir.

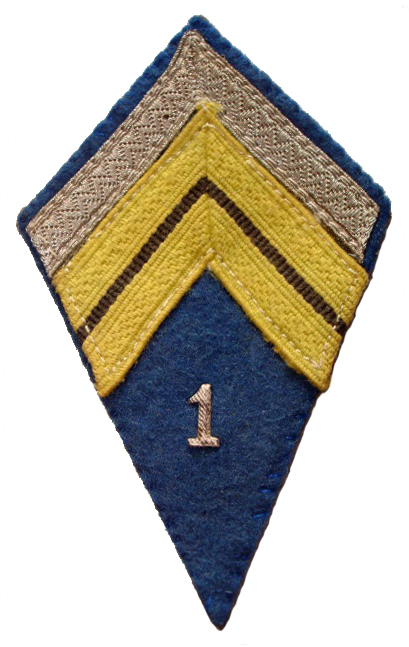
Galon de bras gauche du grade de caporal-chef - 1er modèle (Indochine 1947)

### Fanion

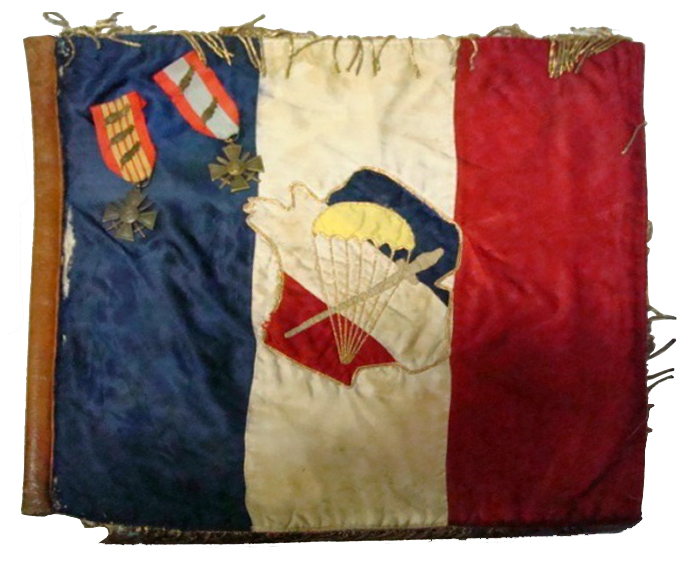
Fanion du bataillon de choc.

Le fanion du bataillon est décoré de la croix de guerre 1939-1945 avec trois palmes et de la croix de guerre des Théâtres d'opérations extérieurs avec deux palmes pour ses 5 citations à l'ordre de l'Armée, obtenues lors de la Seconde Guerre mondiale et la guerre d'Indochine : 
- citation du 27 juin 1944 pour le débarquement sur l'Ile d'Elbe (général de Lattre) ;
- citation du 8 février 1945 pour les combats de Toulon, Dijon, Haute-Saône, Vosges jusqu'au col du Hundsruck (général de Gaulle) ;
- citation du 20 août 1945 pour les combats d'Allemagne (général de Gaulle) ;
- citation du 9 juin 1948 au titre de la [demi-brigade de marche parachutiste] ;
- citation du 22 juillet 1948 pour l'ensemble de son action au Tonkin et en Cochinchine.

Il porte, cousues en lettres d'or dans ses plis, les inscriptions suivantes, :
Corse 1943
Ile d'Elbe 1944
Cap Nègre - Toulon 1944
Haute Alsace 1944-1945
Indochine 1947-1948 1951-1954
AFN 1952-1962
Sa cravate est ornée de la fourragère aux couleurs du ruban de la Croix de guerre 1914-1918 avec une olive aux couleurs du ruban de la croix de guerre 1939-1945 et de la fourragère aux couleurs du ruban de la croix de guerre des TOE; remise par le général Chanson le 8 avril 1948 à Saïgon. La garde au drapeau était alors confiée à l'adjudant-chef Lesage ainsi qu'aux adjudants Auriol et Joyeux.

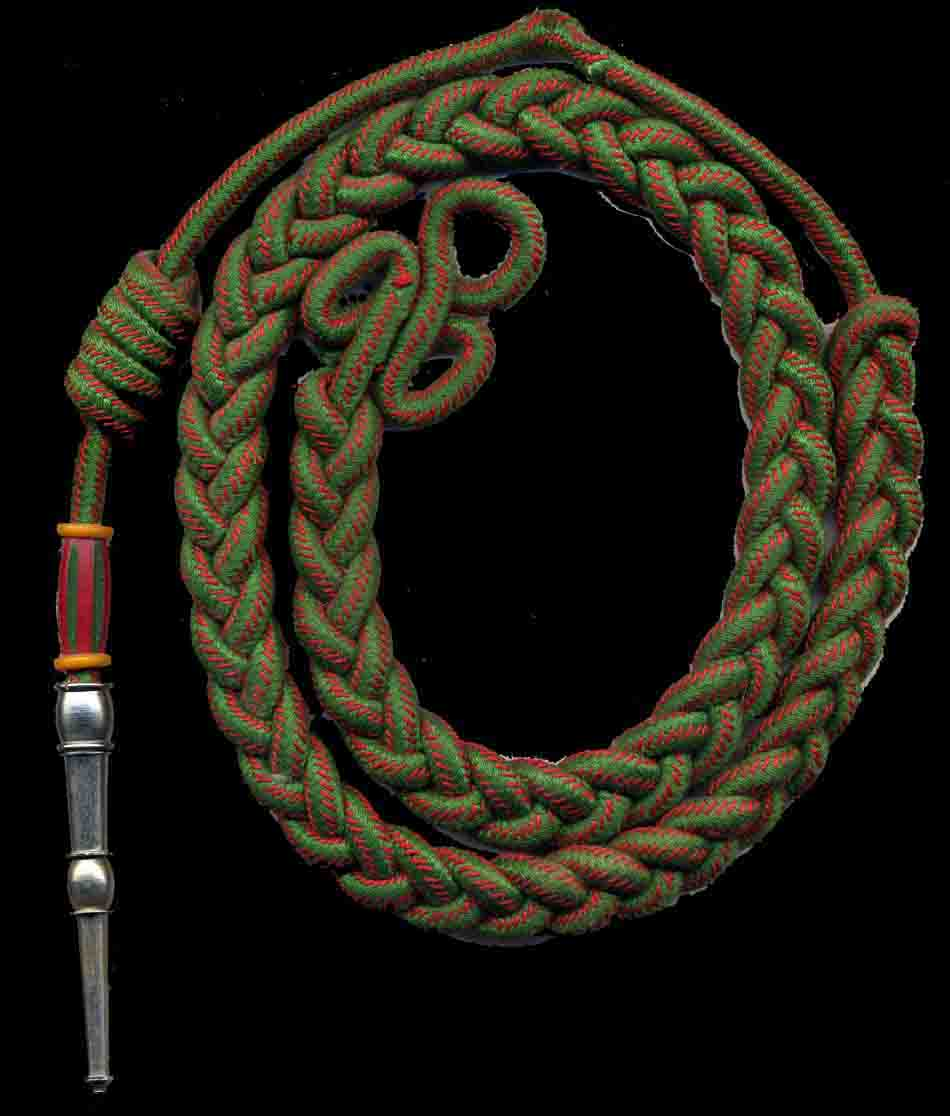
Fourragère aux couleurs de la croix de guerre 1914-1918 avec olive aux couleurs du ruban de la croix de guerre 1939-1945
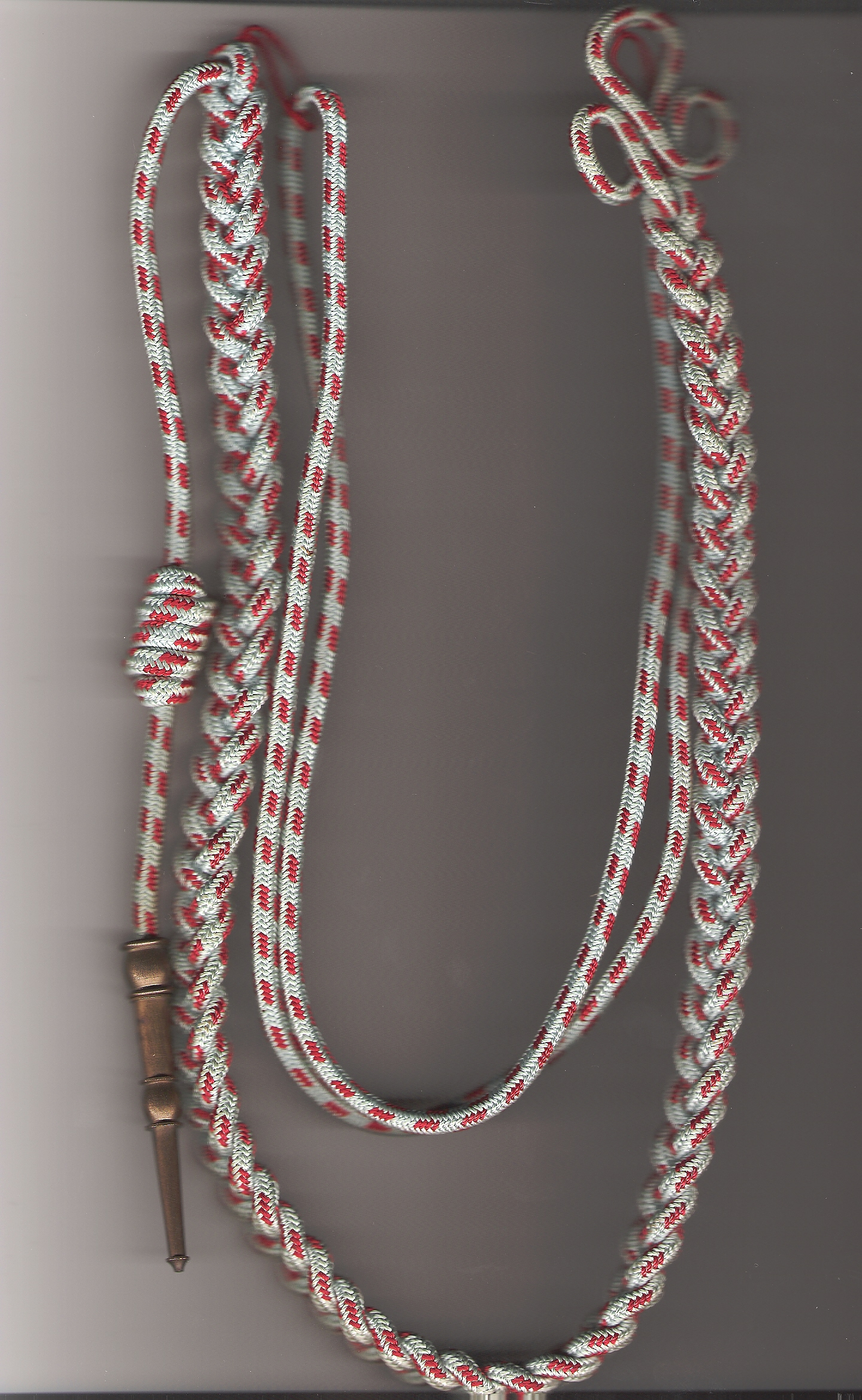
Fourragère aux couleurs de la croix de guerre des théâtres d'opérations extérieurs

### Honneurs

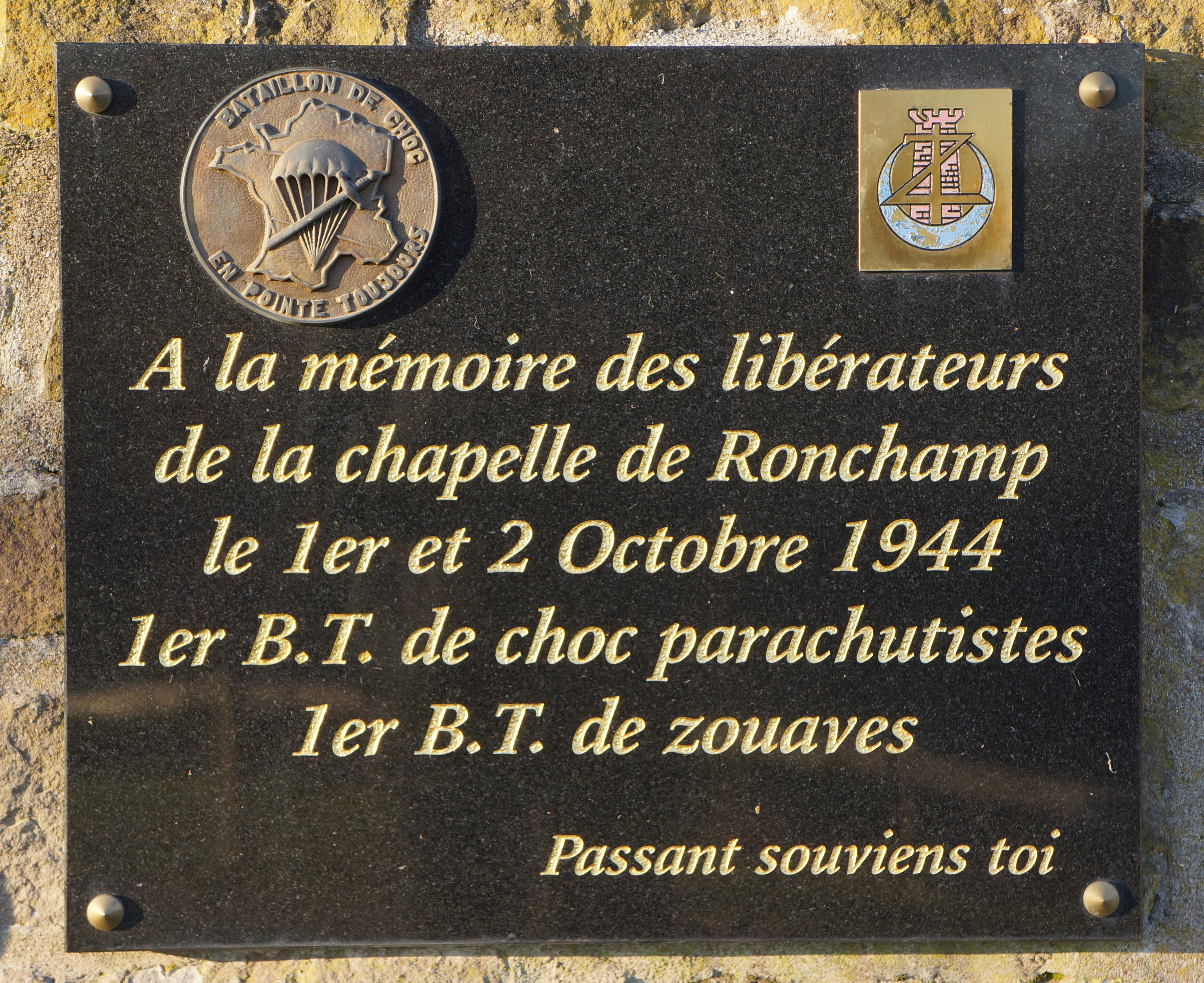
Ronchamp.

À la cote 820 du Ballon de Servance, une plaque commémorative représentant l'insigne du bataillon et sa devise rappelle les combats d'octobre 1944 au cours desquels le lieutenant Eugène Durieux, Claude Bouisseau, Louis Brecourt, Georges Schlumberger et François Delpon de Vissec ont trouvé la mort.

### Chant
La marche du bataillon de choc (l'Adieu du bataillon de choc) a été écrite en 1943 à Barrettali en Corse, juste après la libération de l'île, sur une musique due à Mme Altieri. Elle illustre bien le nouvel état d'esprit des combattants français. Les préoccupations ludiques du soldat d'avant-guerre ont disparu pour faire place à la froide détermination de celui qui veut vaincre et qui l'affirme.

## Liste des chefs de corps
- 22/05/1943 : commandant Gambiez (bataillon de choc)
- 01/08/1944 : capitaine Hériard-Dubreuil (bataillon de choc)
- 25/10/1944 : commandant Lefort (bataillon de choc puis 1er bataillon de choc et enfin I/1er RICAP)
- 06/01/1947 : commandant Nasica (1er BPC)
- 08/06/1947 : commandant Clauzon (1er BPC)
- ??/03/1949 : chef de bataillon Noël (1er BPC puis I/14e RIPC)
- 31/03/1951 : commandant Noël (I/14e RIPC)
- ??/10/1953 : commandant Robert (I/14e BTAP)
- ??/??/1954 : commandant Boffy (15e BTA)
- 01/05/1957 : capitaine puis commandant (30/9/58) Mantéi (1er BPC)
- 01/06/1958 : chef de bataillon Faury (1er BPC)
- 01/07/1960 : commandant Bichelot (1er BPC)
- 01/07/1962 : chef de bataillon Camus (1er BPC)
- 01/11/1963 : commandant Gout (1er BPC) jusqu'à la dissolution le 31/12/1963.

## Faits d'armes faisant particulièrement honneur au bataillon
- Débarquement à Ajaccio le 13 septembre 1943
- Débarquement sur l'île d'Elbe le 17 juin 1944
- Combats pour la libération de Toulon le 23 août 1944
- Combats de Haute-Alsace en 1944-1945

## Personnalités ayant servi au sein du bataillon
- Michel Brousse, écrivain, neveu de François Mauriac
- Yves Guérin-Sérac, activiste anti-communiste
- Pierre Jacobsen, juriste, officier général et haut fonctionnaire international
- Raymond Muelle, écrivain
- Guy Penaud, commissaire de police et historien
- Michel Poniatowski, ministre
- Thadée Diffre (1912-1971), Compagnon de la Libération

### Sources et bibliographie
: document utilisé comme source pour la rédaction de cet article.
- Éric Adam et Patrice Pivetta, Les paras français en Indochine, Paris, Éditions Histoire et Collections, 2009, 207 p. (ISBN 978-2-35250-094-0).
- Michel Brousse, Au bataillon de choc avec Georges Schlumberger, éditions Gallimard, 1949.
- Collectif, Histoire des parachutistes français, t. I et II, Société de Production Littéraire, 1975.
- Henri Demont[r], Le temps des illusions, Florange, Florange Patrimoine et culture
- Maurice Guernier, Bataillon de choc - En pointe toujours[22], Fédération des Anciens Combattants Parachutistes, 1962.
- Raymond Muelle, 1er bataillon de choc, Paris, Presses de la Cité, 1977, 249 p. (ISBN 2-258-00295-8).
- Raymond Muelle, 1er bataillon de choc en Indochine 1947-1947, Presses de la Cité, 1985 (ISBN 978-2-7242-2764-2).
- Raymond Muelle, « 1947 les « Chocs » sautent sur Bac Kan », Hommes de guerre, no 3,‎ 1987.
- Jean-Pierre Pissardy, Paras d'Indochine - 1944-1954, éditions Société de Production Littéraire, 1982.
- Jacques Sicard, « « Chocs » et commandos 1943-1945 », Hommes de guerre, no 15,‎ 1989.
- Jacques Sicard, « Les bataillons de choc (1945-1963) », Hommes de guerre, no 21,‎ 1989 (ISSN 0986-3222).